# Nuevo Michoacán
Nuevo Michoacán är en ort i Mexiko.   Den ligger i kommunen San Luis Río Colorado och delstaten Sonora, i den nordvästra delen av landet, 2 100 km nordväst om huvudstaden Mexico City. Nuevo Michoacán ligger 14 meter över havet och antalet invånare är 1 425.
Terrängen runt Nuevo Michoacán är mycket platt. Runt Nuevo Michoacán är det glesbefolkat, med 19 invånare per kvadratkilometer. Närmaste större samhälle är Estación Coahuila, 4,6 km nordväst om Nuevo Michoacán. Trakten runt Nuevo Michoacán består till största delen av jordbruksmark.